# Duits voetbalkampioenschap 1949/50
Het seizoen 1949/50 was het 41e seizoen om het Duitse voetbalkampioenschap ingericht door de DFB.
Dit seizoen was het enige seizoen van na de oorlog dat er 16 clubs aan de eindronde deelnamen. Tot deze uitbreiding was besloten omdat er ook DDR-clubs aan zouden deelnemen, maar dit ging uiteindelijk niet door en de startplaatsen die voor de Oost-Duitse clubs bestemd waren werden onder de West-Duitse regionale bonden verdeeld.

## Eindronde

### Achtste finale
De wedstrijden werden gespeeld op 21 en 29 mei (replaywedstrijden) 1950.
| winnaar              | uitslag              | verliezer              |
| -------------------- | -------------------- | ---------------------- |
| VfB Stuttgart        | 2-1                  | VfL Osnabrück          |
| Kickers Offenbach    | 3-1                  | Tennis Borussia Berlin |
| SpVgg Fürth          | 3-2                  | STV Horst-Emscher      |
| SC Preußen Dellbrück | 1-0 nv               | SSV Reutlingen         |
| 1. FC Kaiserslautern | 2-2 nv 3-2 nv replay | Rot-Weiss Essen        |
| Hamburger SV         | 7-0                  | SC Union 06 Berlin     |
| FC St. Pauli         | 4-0                  | TuS Neuendorf          |
| VfR Mannheim         | 3-1                  | Borussia Dortmund      |

### Kwart finale
De wedstrijden werden gespeeld op 4 juni 1950.
| winnaar           | uitslag | verliezer           |
| ----------------- | ------- | ------------------- |
| VfB Stuttgart     | 5-2     | 1.FC Kaiserslautern |
| Kickers Offenbach | 3-2     | Hamburger SV        |
| SpVgg Fürth       | 2-1     | FC St. Pauli        |
| Preußen Dellbrück | 2-1     | VfR Mannheim        |

### Halvefinale
De wedstrijden werden gespeeld op 11 en 18 juni (replaywedstrijd) 1950.
| winnaar           | uitslag           | verliezer         |
| ----------------- | ----------------- | ----------------- |
| VfB Stuttgart     | 4-1               | SpVgg Fürth       |
| Kickers Offenbach | 0-0 nv 3-0 replay | Preußen Dellbrück |

### Finale
|              |                                |       |                   |                                                                                 |
| 25 juni 1950 | VfB Stuttgart                  | 2 - 1 | Kickers Offenbach | Olympiastadion, Berlijn Toeschouwers: 95.000 Scheidsrechter: Erich Kormannshaus |
| 25 juni 1950 | Erwin Läpple 17' Walter Bühler |       | 47' Horst Buhtz   | Olympiastadion, Berlijn Toeschouwers: 95.000 Scheidsrechter: Erich Kormannshaus |

VfB Stuttgart werd voor de eerste keer Duits landskampioen.